# Zavalla
Zavalla är en ort i Argentina.   Den ligger i provinsen Santa Fe, i den centrala delen av landet, 290 km nordväst om huvudstaden Buenos Aires. Zavalla ligger 51 meter över havet och antalet invånare är 4 659.
Terrängen runt Zavalla är platt. Närmaste större samhälle är Pérez, 10,7 km öster om Zavalla.
Trakten runt Zavalla består till största delen av jordbruksmark. Runt Zavalla är det tätbefolkat, med 591 invånare per kvadratkilometer.